# George Habash
George Habash (en árabe: جورج حبش‎; 1 de agosto de 1926 - 26 de enero de 2008) fue un médico y político palestino fundador del Movimiento Nacionalista Árabe y, más tarde, del Frente Popular para la Liberación para Palestina (FPLP).
Habash nació en Lod (Lydda), entonces parte del Mandato británico de Palestina, en el seno de una familia greco-ortodoxa. Mientras estudiaba medicina en la Universidad Americana de Beirut, regresó a su ciudad natal durante la primera guerra árabe-israelí, donde la población árabe, incluida su familia, fue expulsada por el ejército de Israel, lo que resultó en la muerte de su hermana. Tras graduarse en 1951, se dedicó a mejorar las condiciones de vida de los refugiados palestinos en Jordania, dirigiendo una clínica en Amán antes de establecerse en Siria y el Líbano.
Fundó el Movimiento Nacionalista Árabe, un grupo panarabista y secular que, tras la derrota árabe en la Guerra de los Seis Días y una relación complicada con Yasser Arafat y la OLP, adoptó el marxismo-leninismo y se transformó en el Frente Popular para la Liberación para Palestina (FPLP), una organización que rechazaba la existencia de Israel y promovía la solución de un estado.
Fue el autor intelectual de los Secuestros de Dawson's Field en 1970, en los que cinco aviones comerciales fueron desviados a Jordania y posteriormente detonados frente a las cámaras del mundo tras el rescate de los pasajeros, evento que contribuyó al conflicto del Septiembre Negro y provocó su exilio al Líbano. A lo largo de su vida, se opuso a la solución de dos estados, incluso después de los Acuerdos de Oslo. En el año 2000, renunció al liderazgo del FPLP debido a su frágil salud, falleciendo de un infarto en 2008.

## Biografía
También conocido como Al-Hakim (en árabe: الحكيم‎, lit. 'el sabio, el doctor'), nació en Lod el 1 de agosto de 1926 en una familia greco-ortodoxa. Durante su infancia, cantó en los coros de la iglesia y estudió en una escuela pública en Lod hasta los 13 años, luego en Jaffa, y más tarde en Jerusalén, donde completó su educación secundaria en un colegio católico privado. En 1944 se matriculó en medicina en la Universidad Americana de Beirut donde, junto a su compañero Ma’tuq al Asmar de Nablus asistió a los seminarios del historiador y pensador nacionalista sirio Constantin Zureiq, una figura clave en el diálogo y el debate acerca las cuestiones relativas a la Nahda Árabe.

Durante sus estudios, regresó a Lod para ayudar a su familia en el contexto de la primera guerra árabe-israelí, ignorando las advertencias de sus padres de permanecer en Beirut. El 9 de julio de 1948, las Fuerzas de Defensa de Israel y milicias sionistas atacaron la ciudad, lo que llevó a la expulsión forzada de la mayoría de su población civil. Durante el desplazamiento, la falta de comida y agua provocó la muerte de su hermana mayor.

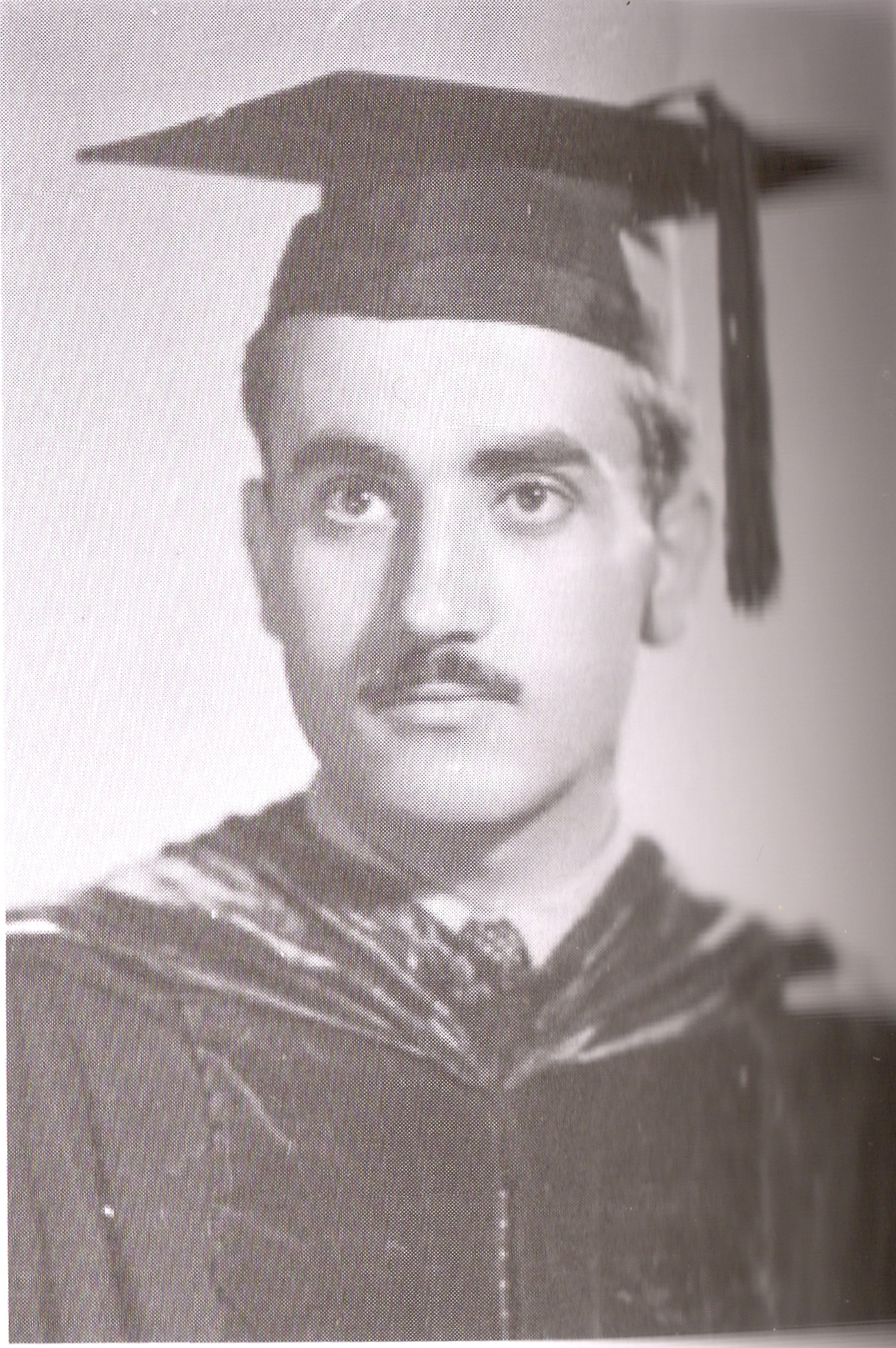
George Habash se gradúa en Medicina por la Universidad Americana de Beirut (1951).

Revisitando la memoria de la Nakba, es decir, la expulsión masiva de palestinos entre 1947 y 1949, Habash dijo recordar el momento en que los soldados asaltaron su casa y él salió andando con su familia hacia las afueras de la ciudad cuando, en un puesto de control militar que controlaba las salidas y entradas, asesinaron delante de ellos a su vecino Amin Hanluun por negarse a que le quitaran el poco dinero que había conseguido guardar. El periplo continuó hasta Ramala, su familia pudo llegar a Amán (Jordania) y Habash regresó a Beirut a retomar sus estudios.
Se graduó en 1951, iniciando así una carrera política de la que no habría retorno. En Beirut, conoció a sus compañeros Hani al Hindi, Wadi Haddad, Ahmad al Khatib, Saleh Shibel, Hamed al Juburi, entre otros, quienes influyeron profundamente en su pensamiento y acción política. Juntos participaron en el movimiento estudiantil libanés y más tarde fundaron el Movimiento Nacionalista Árabe, que con el tiempo daría origen al Frente Popular para la Liberación de Palestina. Convencido de que la liberación de Palestina dependía primero de la unidad árabe, defendió la desaparición de Israel por cualquier medio, incluida la violencia política.

## George Habash, fundador del Movimiento Nacionalista Árabe
El Movimiento Nacionalista Árabe (MNA) fue una organización política que dedicó muchos recursos y un gran esfuerzo en mantener la causa de liberación de Palestina como un horizonte ineludible dentro del marco del panarabismo, alineado con las ideas de Gamal Abdel Nasser. Pero también en la conciencia de la Diáspora palestina, especialmente en la generación joven que había nacido fuera del territorio después de que sus familias fuesen expulsadas en la Nakba. Fue capaz de labrar una tradición organizativa arraigada en los campos de refugiados cuyos ecos se dejan oír hoy en muchas organizaciones palestinas. Especialmente en los centros culturales árabes que actúan en los campos palestinos de Líbano y Jordania, en los que Habash trabajó durante largas temporadas.
Por otro lado, muchas fuerzas revolucionarias de la izquierda en el Levante árabe tuvieron asociaciones organizativas y vínculos previos con el MNA, que llegó a formar sucursales en Jordania, Líbano, Siria, Iraq, Kuwait, Egipto, Baréin, Libia, Sudán, Yemen del Norte y del Sur.
Si bien en 1951, año de su fundación, el MNA se constituyó como una herramienta política que superase la derrota de 1948 es cierto que sus consignas iniciales trascendieron una perspectiva meramente nacional. De modo que abogaban por la unidad árabe; la liberación de la nación árabe del colonialismo y el imperialismo; la derrota del sionismo y su entidad política —el Estado de Israel— y la liberación de palestina con el objetivo de devolverla a la nación árabe. Ahora bien, como toda organización política inmersa en los problemas de su presente histórico, el MNA se transformó a la luz de los acontecimientos y descartó posicionamientos, conceptos y principios cuando advirtieron que eran “vagos, idealistas, equivocados o poco científicos”. En lo que sigue trazaremos sus principales variaciones. 
El MNA como partido político organizado de manera centralizada dejó de existir después de 1968. Sin embargo, tanto su militancia, como su herencia ideológica antisionista y antiimperialista, y su creciente decepción con los gobiernos árabes influyó significativamente en su sucesor, el Frente Popular para la Liberación de Palestina.

### Antecedentes
No tengo ningún motivo personal (para participar en la lucha política en la zona) salvo el que tiene todo ciudadano palestino. Antes de 1948 estaba tan lejos de la política como lo estoy hoy del conocimiento de la lengua árabe. Fui estudiante en Lydda, la ciudad donde nací, y he visto con mis propios ojos al ejército israelí entrar en la ciudad y matar a sus habitantes. No exagero... Han matado a nuestra gente y nos han expulsado de nuestros hogares, pueblos y tierra. En el camino de Lydda a Ramala he visto niños, jóvenes y ancianos muriendo. ¿Qué puedes hacer después de haber visto todo esto? No puedes sino convertirte en un revolucionario y luchar por la causa. Tu propia causa, así como la de tu propio pueblo.
La creación en 1951 del Movimiento Nacionalista Árabe fue alimentada por la rica tradición del pensamiento nacionalista árabe, a la que el equipo docente de las universidades contribuyó ricamente con sus escritos, reflexiones, seminarios y encuentros de diálogo y debate. Constantine Zurayk y Sati’ al-Husari no fueron una excepción, sino un punto de referencia intelectual fundamental para Habash y sus compañeros durante su etapa universitaria en Beirut. Las palabras de al-Husari quedaron grabadas en la memoria de Habash: “En 1948 Palestina perdió porque estábamos siete Estados”, haciendo referencia a la Liga Árabe, establecida con el fin de legitimar internacionalmente y consolidar las fronteras de los Estados árabes nacidos del Acuerdo de Sykes Picot, y de la que estaban convencidos de que favorecía el regionalismo y, por tanto, los intereses de las potencias europeas. Sus diagnósticos e ideas fueron abrazadas por Habash y el resto de sus compañeros, las llevaron a la práctica y formaron un movimiento político con la aspiración de combatir las amenazas que ponían en peligro la integridad del mundo árabe. Principalmente la fragmentación política, el imperialismo e Israel.
Así pues, entre 1948 y 1950 Habash y el resto de compañeros comenzaron reuniéndose en la oficina de al-Urwa al-Wuthqa (El lazo firme), presentada desde 1918 como una sociedad estudiantil apolítica cuya actividad tenía que ver con la promoción de actividades literarias. Sin embargo, la Nakba interrumpió la dinámica habitual de la asociación, que pasó a realizar actividades políticas, convocando huelgas e instigando a los estudiantes a protestar contra la aceptación del Plan de Partición de la ONU.
En 1949, tanto Habash como Hani al-Hindi formaron parte del consejo de redacción del órgano de la asociación, al-’Urwa. En 1950 Habash fue elegido presidente y Ahmad al-Khatib vicepresidente. En 1951, casi todos los miembros de la organización simpatizaban con el grupo de Habash, del que Wadi Haddad formó parte. Durante estos primeros años definieron su propósito primordial: “desarrollar y educar el espíritu nacional entre los estudiantes árabes” , un objetivo dependiente de otro aún más fundamental: movilizar a la nación árabe en su lucha por Palestina. Empezó, pues, a delinearse el que sería el rasgo diferenciador entre el MNA y otras tendencias panárabes como el Baaz o el nasserismo. Esta fue, que para el MNA la liberación de Palestina era condición sine qua non para alcanzar la unidad árabe.
En los años que siguieron, el motor que movió al grupo fue trascender la esfera estudiantil y la actividad centrada en distribución de panfletos, organización de huelgas y manifestaciones,  para implantarse territorialmente fuera de las puertas de la universidad. De modo que Habash y sus compañeros dedicaron el año académico 1951-1952 a organizar las primeras células formales de lo que será el MNA, cuyo núcleo estuvo conformado por los estudiantes más comprometidos en al-’Urwa. La célula dirigente, en la que estaban Habash, Hindi y Haddad, trabajó inicialmente en unir más jóvenes.

### Los primeros intentos de expansión regional
La cohesión interna y la implantación externa del MNA estuvo condicionado por los principios éticos que Habash abrazó tras la Nakba. La magnitud del desastre, el nivel de destrucción y de violencia que acompañó a la guerra en Palestina impactaron profundamente a Habash, llevándolo a abandonar cualquier aspiración personal de desarrollo en favor de una causa colectiva. Convencido de que solo un compromiso absoluto podía generar un movimiento capaz de alcanzar sus objetivos políticos, buscó reunir a personas dispuestas a dedicar su vida a la lucha por Palestina. Es por este motivo por el que durante la década de los 50’ el MNA se adhirió a un estricto código de conducta personal que puso el acento en el cuidado y la atención para evitar acciones individuales que pudieran dañar la causa. Una vez consolidado el núcleo de confianza, en 1952 Habash y Haddad cedieron la dirección de Beirut a la segunda generación de estudiantes árabes, para poder viajar a otros países y ampliar las células del movimiento.
Habash y Haddad se establecieron en Amán, donde abrieron una clínica médica conocida como “Clínica del pueblo”, en la que atendieron gratuitamente a los habitantes de los campos de refugiados. Allí mismo fundaron una escuela popular para combatir el analfabetismo con la ayuda de al-Muntada al-’Arbi (El club árabe), en la que se celebraban debates, discusiones y conferencias sobre la situación política palestina, jordana y regional. Estas actividades fueron indispensables para fortalecer el MNA, pero convirtieron a Habash en un objetivo político a pesar de que nunca actuó en soledad. Él mismo reconoció el compromiso inquebrantable del resto de compañeros, como Ahmad al Khatib, que viajó a Kuwait y cuando cobró sus primeros 100 dinares, se los envió inmediatamente a Amán para ayudar a la construcción del proyecto.
Por otra parte, Habash fue consciente desde muy temprano del poder del relato, de controlar la producción y difusión del mismo y, por supuesto, de construir consenso. De manera que en 1954 creó el semanario al-Rai’i (La opinión), descrito como “la voz de la juventud árabe nacionalista”. Los análisis y opiniones emitidos en al-Rai’i fueron desde entonces representativos de su línea política, que tenía como principio rechazar toda participación árabe en negociaciones con las potencias europeas. En 1955 se posicionaron contra el Pacto de Bagdad y publicaron ininterrumpidamente panfletos, instigaron a la participación en las manifestaciones y en acciones en repulsa del ejército. Finalmente, las autoridades jordanas lo encarcelaron hasta 1956, tras lo cual se presentó en las elecciones parlamentarias jordanas en nombre de los nacionalistas árabes de Jordania. En 1957 se formó un nuevo gobierno y tanto Habash como Haddad tuvieron que volver a la clandestinidad.
Frustrados los intentos de participación en las vías legales y asfixiados por la continua represión y persecución de gobiernos árabes reaccionarios como el de Jordania, los miembros del MNA no descartaron el uso de la violencia política revolucionaria como herramienta de lucha. En este contexto, llevaron a cabo algunas acciones armadas que los llevó a la cárcel. Uno de ellos fue Wadi Haddad, quien volvió en 1960 a Damasco a reunirse con Habash, quien se trasladó hasta Siria para celebrar la unidad de Egipto y Siria en la República Árabe Unida. 

### Habash en el MNA: contribuciones ideológicas.
El pensamiento político de al-Hakim se configuró “primero por los eventos, luego por las interacciones, y luego por la lectura”. De modo que fue un pensamiento enraizado en el suelo de su presente histórico, que se esforzó en entender y prever hacia donde soplarían los vientos de cambio, que no temió rectificar y volver sobre sus pasos si ello ayudaba a encontrar el camino que condujera hacia Palestina. En este sentido, la caída de la República Árabe Unida en 1961 fue un acontecimiento central, que le obligó a revisar sus posicionamientos teóricos y prácticos al interior del MNA. Posteriormente, la Guerra de 1967, la Guerra de Octubre de 1973 y la Intifada en 1987 engrosaron la lista de sucesos que marcaron un punto de inflexión en su pensamiento político y visión estratégica.
Hasta 1961, el comunismo no formó parte del cuerpo teórico-filosófico que orientaba el rumbo de sus alianzas políticas. Ello tiene que ver principalmente con que la URSS había apoyado el Plan de Partición de Palestina en 1947 y había reconocido la creación del Estado de Israel en 1948, de modo que Habash interpretó al comunismo como una amenaza a los ideales y aspiraciones de liberación nacional árabes. Muchos de ellos recordaban que comunistas de la Creciente Fértil habían colaborado con las potencias imperialistas en la fragmentación de la región árabe, hecho que incidió en que Habash fuese muy insistente acerca de la importancia de guardar un posicionamiento neutral ante la batalla que libraba el bloque soviético y occidental durante la década de los 50’.
Por tanto, la primera década del MNA estuvo guiada por ideas panárabes que, aisladas del marco analítico del marxismo, incidían en la fuerza aglutinadora del nacionalismo árabe para reunir sin distinción a todas las clases en favor de la liberación de la patria. Este marco teórico determinó la estructura organizativa del MNA, que no escatimaba en buenos recibimientos cuando estudiantes o intelectuales de grandes familias burguesas entraban en el Movimiento.
En lo que concierne a la estrategia, abogó por una estrategia por etapas. Ésta previó en un primer momento transformar la deriva de los acontecimientos políticos en Iraq, Siria y Jordania con el fin de que los gobiernos árabes colaboradores del imperialismo fueran sustituidos por el MNA, que propiciaría la unión de los tres países. Constituida esta unidad, se podría ir avanzando en la unificación del resto de países árabes hasta que el nuevo Estado árabe tuviera la capacidad de movilizar todos sus recursos militares, políticos y económicos contra las fuerzas sionistas e imperialistas implantadas en Palestina.
Este planteamiento tuvo que ser reconsiderado después de 1961. El propio Habash explicó que tanto la caída de la RAU, como la lucha vietnamita le abrió los ojos para entender hasta qué punto influía la lucha de clases en la lucha nacional árabe y el modo en que la burguesía nacionalista árabe podía llegar a ser un dique para el proyecto de emancipación. Todo ello, sumado a su encarcelamiento en Siria, propiciaría su acercamiento al marxismo.

### Deriva hacia la izquierda
Fue mi carcelero, Abd al Karim al Jundi, el responsable de mi marxismo, que me tuvo en confinamiento 9 o 10 meses. Pasé ese tiempo leyendo a Lenin, Ho Chi Minh, Mao, Marx y Engels. 
En julio de 1962 Habash fue encarcelado en Siria hasta marzo de 1963. Para entonces, la relación entre el Baaz y los nasseristas, incluido el MNA, estaba en crisis. Cuando Habash fue liberado y se trasladó de nuevo a Beirut encontró que su camaradas habían introducido importantes cambios relativos a la definición ideológica del MNA. Le sorprendió que se hablase directamente de marxismo-leninismo y su primera reacción fue de preocupación. Temía la reacción que ello pudiese provocar en otros miembros, por lo que aconsejó que fuese un proceso paulatino y apoyó los nuevos cambios. Durante la marcha, la noción de “lucha de clases” devino un concepto adecuado para comprender las lógicas políticas que habían hecho fracasar la RAU. Hasta entonces, el MNA había hecho uso del término “masas”, en el que incluían a todas las clases de la patria árabe sin importar su origen o estatus socioeconómico.
Lo que realmente cristalizó nuestra perspectiva fue la posición de la burguesía siria en la época de la fusión de Siria y Egipto en la República Árabe Unida. Debido a su oposición a las nacionalizaciones, las reformas agrarias y otras reformas sociales iniciadas por el régimen de Nasser, la burguesía siria saboteó esta unidad fomentando un golpe de Estado que condujo a la retirada siria de la RAU. 
Los debates dentro del MNA sobre la participación en el marco de un frente árabe unificado bajo el liderazgo de Nasser se siguieron dando. En la Conferencia Nacional de Beirut en junio de 1963, en la que Habash participó, se oscilaba entre la posibilidad de formar parte de dicho frente o desempeñar un papel independiente en la conducción de la nación árabe hacia sus objetivos. Habash junto a la mayoría de delegados palestinos, como Haddad, al-Hindi y al-Khatib, formaron parte de esta segunda tendencia, comprensible si recordamos la importancia que daban a la cuestión palestina como razón de ser de la unidad árabe. Finalmente, el debate se resolvió a favor de los primeros cuando los delegados palestinos advirtieron que los recursos financieros del MNA eran insuficientes para mantenerse de forma independiente, pero no se permanecería muchos años más en esta línea. 
De modo que la consolidación de la base ideológica marxista y la independencia política respecto del panarabismo hegemónico en los posicionamientos de al-Hakim y el resto de delegados palestinos en el MNA no fue inmediata. Por el contrario, estuvo atravesada por debates intensos y también enfrentamientos con otros sectores que acompañarían el recorrido político de la futura organización, el Frente Popular para la Liberación de Palestina. Entre las diferencias, habría que destacar las tradiciones y experiencias políticas diferentes que cargaban sobre sus mochilas estos sectores. Por un lado, el sector de Ibrahim y Hawatima, así como otros camaradas iraquíes, estaba condicionado por la evolución de los acontecimientos políticos en Iraq, donde los comunistas se habían enriquecido de la experiencia de tener el poder político e intelectual tras el golpe militar de Qasim en 1958. Por otro lado, Habash y la delegación palestina provenía de la arena política jordana, donde el conflicto político se dio elementalmente entre las fuerzas nacionalistas y un régimen pro occidental, hecho que influyó en su compromiso con la causa nacional y le llevó a marginar la importancia del influjo de la variable económica de clase en la lucha política que libraban. 

En una entrevista otorgada en 1998, George Habash hizo un ejercicio de autocrítica sobre este período de transición al interior del MNA. El entrevistador le preguntó qué cambiaría si tuviese la oportunidad de fundar de nuevo el MNA, a lo que Habash responde que daría mucha más importancia a la democracia y la entendería de manera amplia incidiendo en la esfera familiar, educativa, en los clubes y en las asociaciones hasta llegar a las actividades políticas, organizaciones, partidos e instituciones estatales. Sobre cómo entendió la “unidad árabe” entonces y como lo hace ahora señaló: 
También solía entender la unidad en términos del caso paradigmático de la unidad total e instantánea entre Egipto y Siria, sin la preparación adecuada, bajo Nasser en 1958. Ahora lo entiendo de otra manera. Primero debemos considerar la cuestión de la complementariedad y ver la unidad como un proceso acumulativo que debe completarse por etapas, paso a paso, consolidando logros que conduzcan a la unidad en los ámbitos económico, social o cultural. Yo la veo ahora como algo que se consigue en etapas sucesivas de acercamiento y en unidades regionales: los Estados del Magreb, por ejemplo, los países del Creciente Fértil, Egipto y Sudán, la Península Arábiga y el Golfo. Movimientos entre vecinos en una región, se realicen o no avances similares en otras. Incluso podría producirse una federación entre las unidades regionales como en Estados Unidos. Mientras tanto, a nivel panárabe, debería haber libertad de movimiento para los inmigrantes, la promoción del tráfico intraárabe, la coordinación entre las universidades árabes y ciertas medidas civiles. Nos embarcaríamos en un proceso largo e interrelacionado. 

### El Comando Regional para Palestina (Frente Nacional para la Liberación de Palestina)
A principios de 1964 se había formado la Organización para la Liberación de Palestina (OLP) bajo el liderazgo de Ahmad al-Shuqayri, como resultado de la Primera Cumbre Árabe. Al-Hurriya, el órgano del MNA criticó la iniciativa al considerar que no constituía la alternativa revolucionaria que el pueblo palestino necesitaba. Las ocho organizaciones que constituían la OLP, incluida al-Fateh empezaron a adquirir influencia en los campos de refugiados, lo que encendió las alarmas de Habash y el resto del grupo. En consecuencia, Habash y Haddad formaron un Comando Regional para Palestina (conocido como Frente Nacional para la Liberación de Palestina), que unió a la delegación palestina del MNA, anteriormente adscrita a los Comandos Regionales de los países donde vivían. En mayo de 1964, la Conferencia Nacional del MNA aprobó la propuesta. A diferencia de Fateh, el FNLP se basó en el principio de que la lucha palestina requería la participación oficial árabe. Al FNLP fue asociado un brazo militar, la “Juventud de la Venganza”, que llevó a cabo la primera actividad militar el 2 de noviembre de 1964, cuando un grupo de reconocimiento cruzó las fronteras libanesas hacia el norte de Israel. Uno de los fedayines fue asesinado, convirtiéndose en el "primer mártir'' del FNLP.

La guerra de junio de 1967 terminó por frustrar los intentos del MNA de unirse al liderazgo nasserista. Las intuiciones políticas de Habash parecieron cumplirse entonces, y se reafirmó en la idea que los gobiernos árabes estaban movidos por los intereses de la burguesía nacional que ocupaba los instituciones del Estado. 1967 no sólo supuso la derrota árabe, sino un nuevo capítulo en la catástrofe palestina, a la que el pueblo palestino nombró como “Naksa”. La ocupación de Gaza y Cisjordania provocó que el MNA terminase por virar hacia la izquierda y se convenció de la necesidad de que la revolución nacionalista árabe estuviese dirigida por una férrea base popular en cuyo frente estuviera la clase trabajadora palestina, campesina, empobrecida, refugiada y desempleada. Sólo ellos, pensó Habash, estarían dispuestos a enfrentarse al eje imperialista y sus aliados regionales, pues de la confrontación dependía su supervivencia.
Fue necesario analizar y explicar este evento para extraer sus lecciones. (…) Nos encontramos en la transición de las posiciones ideológicas, políticas, organizacionales y militares mantenidas por el MNA antes de la guerra de 1967, a nuevas posiciones ideológicas, políticas, organizaciones y militares en sus secuelas. 

### La fundación del Frente Popular para la Liberación de Palestina
Antes de 1967 el comando del MNA que se encontraba en el interior de Palestina estaba preparando la lucha armada, muchos de sus miembros fueron enviados para entrenarse militarmente y se coordinaron con la República Árabe Unida para enfrentarse a la reacción israelí por un lado y respaldar la revolución palestina por otro. No obstante, las alianzas y estratégicas en este momento fueron entre organizaciones militares, Estados y sus estructuras militares. 
Después de 1967 se reconsideraron las alianzas y el pueblo palestino pasó a ser considerado el catalizador del proceso de liberación y el principal agente de la guerra popular prolongada. El aprendizaje sobre la imposibilidad de desplegar una guerra convencional debido a la superioridad tecnológica del "enemigo sionista e imperialista" se tradujo en una alternativa inspirada en la guerra de Vietnam o China. Una guerra popular prolongada debía permitir la transición entre la guerra del pueblo palestino a la guerra del pueblo árabe. A esta nueva estrategia se sumó la de movilizar a su favor los principales países socialistas. Si la revolución palestina era dependiente de la revolución árabe y, a su vez,  no podía desprenderse de las fuerzas imperialistas internacionales, entonces la movilización de fuerzas solidarias debía ser total. En diciembre de 1967, Habash fundó el Frente Popular para la Liberación Palestina (FPLP), la materialización política de este nuevo horizonte teórico.
En su primer comunicado, el FPLP declaró que su fundación fue el resultado de la fusión de tres organizaciones palestinas: Héroes del Retorno, Frente de Liberación de Palestina (FLP) y el FPLP. Un año después, el FLP se retiró del Frente y formó el “FPLP (Comando General)”. Posteriormente, Hawatima y miembros afines se separaron de Habash y de su proyecto dando lugar al Frente Democrático Popular para la Liberación de Palestina (FDLP).
La organización tomó el término “Frente” porque inicialmente era una agrupación de partidos con un programa y proyecto común contra el sionismo que, (Habash 88) además de la rama palestina del MNA, incluía a otras organizaciones palestinas y a un ala independiente en la arena jordano-palestina. Su aspiración fue conformar un frente progresista radical dirigido por un partido revolucionario. Cuando el PLF y los independientes se retiraron, la rama del MNA era la única organización política que operaba en los marcos del Frente. Como fuerza líder, se mantuvo el nombre para salvaguardar la tradición histórica de lucha revolucionaria vinculada al nombre.
En 1969 se confirmó la división entre el FPLP y el FDLP, después de que Habash, en una reunión del Comité Ejecutivo acusara al grupo de actividades divisionistas. La división tuvo sus raíces en el conflicto ideológico que se manifestó por primera vez en la Conferencia Nacional de 1964, lo cual se hizo evidente en la nueva organización de las fuerzas aglutinadas bajo el FPLP. Mientras que los miembros fundadores palestinos se comprometieron con Habash en el FPLP, Hawatima e Ibrahim aglutinaron a sus seguidores libaneses, sirios e iraquíes al FDLP.

### Contribución intelectual
El marxismo-leninismo fue aceptado por el FPLP como doctrina política oficial durante su Segundo Congreso Nacional en 1969. La especificidad de este marxismo-leninismo tendría que ver con la influencia del marxismo tercermundista cultivado en el seno de las luchas de liberación nacional anticoloniales. Desde Latinoamérica hasta Asia o África, fueron numerosos los intelectuales, organizaciones y movimientos que nutrieron este cuerpo teórico, que sin duda fue adaptado y potenciado teórico-militarmente por la revolución palestina de los 60’ y 70’. De la multitud de históricos revolucionarios, líderes e intelectuales a los que podríamos seguir el rastro en el pensamiento político de Habash y el FPLP destacaremos a Mao Zedung y Ho Chi Minh, por haber animado a la victoria las revoluciones de las que fueron partícipe en las décadas mencionadas.
La gran República Popular China, que sigue experimentando los efectos del subdesarrollo causado por el colonialismo y el imperialismo, y que sigue enfrentándose al mismo peligro y a las mismas contradicciones adopta este análisis de la contradicción internacional básica que rige la marcha de la historia en esta etapa y, en consecuencia, adopta la misma estrategia revolucionaria de liberación seguida por estos pueblos frente al colonialismo. Esta congruencia estratégica crea el terreno concreto para una alianza revolucionaria que nos colocará en mejor posición para enfrentar y triunfar sobre el enemigo. La República Popular de China adopta el punto de vista árabe palestino en su análisis de Israel como base imperialista que debe ser destruida. 

El pensamiento de Mao Zedong constituyó un importante marco teórico para el FPLP. La organicidad de su pensamiento permitió definir una orientación teórico-práctica clara y, sobre todo, constituirse en una referencia fundamental en el pensamiento sobre la lucha armada. El propio Habash hizo un uso constante del mismo, lo que se dejó ver en sus análisis sobre las contradicciones primarias y secundarias que la lucha palestina debía tener en cuenta, así como de la importancia de llevar a cabo una diferenciación clara de la arena política sabiendo distinguir el “campo de los amigos” del “campo de los enemigos”. Distinción que para el FPLP supuso combatir por igual las potencias imperialistas, el sionismo mundial, pero también a los gobiernos árabes reaccionarios.
Junto a esta serie de alianzas revolucionarias básicas debemos también, a través de nuestro esfuerzo y nuestra lucha de liberación nacional, atraer a nuestro lado a todas las fuerzas de liberación de Europa, América y el resto del mundo. Con esta estrategia a nivel internacional podemos cercar a Israel, al sionismo y al imperialismo y movilizar a las fuerzas revolucionarias a nivel mundial para que nos acompañen en la lucha. 

También fueron indispensables las contribuciones del pensamiento vietnamita. Especialmente de Ho Chi Minh y de Võ Nguyên Giáp,  general del Ejército Popular de Vietnam, que incidió en que Habash y, por tanto, el FPLP, reconsiderasen los términos en que debía producirse la guerra contra el enemigo. (Habash 1973) La guerra popular de liberación debía ser la táctica oficial, frente a la guerra convencional que había llevado a la derrota durante 1948, 1956 y 1967.
Desde el punto de vista de la dirección de las operaciones, nuestra estrategia y nuestra táctica debían ser las de una guerra popular y de una resistencia a largo plazo. La Guerra Popular de Liberación vietnamita demostró que un ejército popular insuficientemente equipado, pero un ejército que lucha por una causa justa, puede, con una estrategia y una táctica adecuadas, reunir las condiciones necesarias para vencer a un ejército moderno del imperialismo agresivo. (…) Demuestra que, frente a un enemigo tan poderoso como cruel, la victoria sólo es posible uniendo a todo el pueblo en el seno de un firme y amplio frente único nacional basado en la alianza obrero-campesina. 

### Contribución práctica: la internacionalización de Palestina.
Las “operaciones exteriores” comandadas por Wadi Haddad, pero reflexionadas junto a George Habash fueron la consecuencia práctica de la reflexión político-ideológica del FPLP durante estos años. La conformación del FPLP-Operaciones Externas alcanzó varios de los objetivos para los que nació. Principalmente, internacionalizar la causa palestina. Si la “causa Palestina” fue resultado de la violencia colonial de actores regionales e internacionales, la solución para acabar con un régimen de opresión internacionalizado solo podría tener lugar mediante un movimiento de liberación que actuase a nivel global. De ahí la famosa frase de Habash: “El camino a Jerusalén pasa por Amán".
 

Para el desarrollo de las operaciones externas, colaboraron con grupos marxistas radicados en Asia, pero también en Europa. Por ejemplo, la Fracción del Ejército Rojo en Alemania y el Ejército Rojo Japonés, cuyos combatientes llegaron a recibir entrenamiento en los campamentos militares del FPLP y realizaron acciones de resistencia armada en su nombre.
Las operaciones externas son el resultado natural del choque de dos fuerzas opuestas fuera del suelo de la patria. La primera fuerza es nuestro pueblo palestino expulsado de su patria y disperso por el mundo. La segunda fuerza son los intereses sionistas, que son el enemigo directo y el principal beneficiario del desplazamiento de nuestro pueblo. Hay dos fuerzas fuera de la patria, que pueden describirse como el criminal y la victima, y son contradictorias por su propia naturaleza. 
A partir de 1968 la supervivencia de la revolución palestina estaba en peligro. Estados Unidos había puesto en marcha el plan de liquidar a los fedayines asentados en el Valle del Jordán a través de la monarquía jordana. A ello se sumó la preocupación de Habash y de sus compañeros sobre la capacidad nuclear de Israel. Alertados y aconsejos por profesores palestinos y otros intelectuales decidieron desplegar un plan que consiguiese llamar la atención mundial sobre esta situación. Había que proteger la revolución y dar a conocer la situación palestina “por todos los medios”.

Como respuestas a los ataques del régimen jordano contra la revolución palestina, el FPLP llevó a cabo una operación masiva. Habían capturados varios aviones y, el 12 de junio de 1970 hecho rehenes en el Jordan International Hotel de Amán, donde George Habash pronunció un famoso discurso de madrugada:
Damas y caballeros,
Siento que es mi deber explicarles por qué hicimos lo que hicimos. Por supuesto, desde un punto de vista liberal, lamento lo sucedido y lamento que les hayamos causado algunos problemas durante los últimos dos o tres días. Pero dejando esto de lado, espero que entiendas, o al menos trates de entender, por qué hicimos lo que hicimos.
Tal vez le resulte difícil comprender nuestro punto de vista. Las personas que viven en diferentes circunstancias piensan de manera diferente. No pueden pensar de la misma manera, y nosotros, el pueblo palestino, y las condiciones que hemos estado viviendo durante un buen número de años, todas estas condiciones han modelado nuestra forma de pensar.  No podemos evitarlo. Puedes entender nuestra forma de pensar cuando conoces un hecho muy básico. Nosotros, los palestinos, durante 22 años, durante los últimos 22 años, hemos estado viviendo en campamentos y tiendas de campaña. Fuimos expulsados de nuestro país, nuestras casas, nuestros hogares y nuestras tierras, expulsados como ovejas y dejados aquí en campos de refugiados en condiciones muy inhumanas.
(…) Sé que algunos de ustedes estarán diciendo en este momento: "¿Qué tengo que ver yo con estas condiciones? Esto es muy injusto y muy injusto y grosero y egoísta".  Muy bien, las condiciones en las que vive la gente, estas condiciones, en realidad, determinan su forma de pensar y su código moral. (...) Anteayer, el campamento de Al-Wahdat fue bombardeado durante más de media hora. Cualquiera de ustedes puede ir al campamento de Al-Wahdat y ver los lugares afectados. (…) Desde el punto de vista personal, déjame decirte que te pido disculpas. Lamento tus problemas durante tres o cuatro días.  Pero desde un punto de vista revolucionario, sentimos y seguiremos sintiendo que tenemos todo el derecho de hacer lo que hicimos.  
A pesar de que la prensa internacional y los órganos de comunicación imperialista trataron de imponer la idea de que el FPLP estaba trasladando la lucha por Palestina afuera, en vez de luchar por los palestinos del territorio, durante 1969, las operaciones externas representaron el 3% de las operaciones armadas totales del FPLP.
Habash nunca abandonó su convicción acerca de la pertinencia, la necesidad y la legitimidad de la lucha armada palestina. En una entrevista concedida en 1985, cuando se le preguntó sobre la estrategia de acción palestina que debía ser adoptada en la etapa correspondiente a la década de los 80’ y 90’, Al Hakim respondió que debía continuar siendo la lucha armada, que debía experimentar una escalada.
Habash no rechazó ninguna forma de lucha, pero siempre ligó la estrategia diplomática, popular, intelectual y política a la vía armada. Esta última era el vehículo por el que equilibrar las fuerzas asimétricas contrapuestas, el modo en que el pueblo palestino podría llegar a imponer sus condiciones al ocupante.

## Liberación, no negociación: la postura de Habash ante la crisis del movimiento nacionalista árabe y palestino
“Habash: Liberación, no negociación” fue el título con el que se publicó en enero de 1974 su entrevista para el periódico italiano Il Manifesto. “Liberación, no negociación” fue una declaración que condensó sin vaguedades la posición política que Habash adoptaría desde 1974 y que le acompañó sin reservas durante el periodo comprendido entre los años 80’ y 2000, años difíciles para la OLP. 
Para comprender los motivos por lo que Habash el 31 de octubre de 1983 emitió una conferencia bajo el nombre “La crisis del movimiento palestino: raíces y soluciones”   en la Unión General de Escritores y Periodistas Palestinos de Damasco habría que trazar brevemente los errores cometidos desde los años 70’, en los que él mismo reconoció parte de la responsabilidad y sin lo cual sería diagnosticar las raíces del problema y, por tanto, encontrar soluciones a la profunda crisis del movimiento nacionalista árabe y las organizaciones palestinas aglutinadas en la OLP.

### Contra la Conferencia de Ginebra (1974)
La crisis estuvo marcada por el recrudecimiento de las tensiones entre Fatah y el FPLP en el marco de acción conjunta de la OLP. La adhesión de ambas formaciones a la protección de la independencia política palestina en los cauces de la OLP debían constituir el marco supremo, y el "principio de consenso" debía regir las relaciones entre las organizaciones palestinas. Sin embargo, las tensiones estallaron tras la Guerra de Octubre de 1973, en vísperas de la Conferencia de Ginebra, organizada sobre la base de la Resolución 242 de la ONU. George Habash se opuso rotundamente a la aceptación de la misma y, como secretario general del FPLP, llamó a la OLP a rechazarla. La Resolución solicitaba a Israel retirarse de los territorios palestinos ocupados en 1967 a cambio del reconocimiento de su soberanía y seguridad en las fronteras trazadas tras la colonización de 1948. 
La negativa de Habash no fue una cuestión simbólica, sino fruto de un análisis político cuyas conclusiones le convencieron de que su aceptación implicaría la pérdida de las conquistas alcanzadas hasta el momento por el pueblo palestino. Su lema “ni paz, ni reconocimiento, ni negociaciones”   fue sostenido por un diagnóstico sobre el equilibrio de fuerzas, que para nada permitía que el pueblo palestino sacase algún beneficio sin verse obligado a reconocer las fronteras de un régimen que limpió étnicamente su tierra en 1948. 
Por otra parte, George Habash tuvo la certeza de que la asistencia a la Conferencia de Ginebra minaría la posibilidad de construir un Estado palestino democrático sobre la Palestina histórica. No debía aceptarse la construcción de un pseudo-Estado en una sexta parte de Palestina, pues sería un Estado fallido limitado permanentemente por sus condiciones materiales y por la contradicción entre él y la Diáspora palestina. 
En 1974, Habash dio una entrevista a Al Hadaf, diario del FPLP, donde criticó la posición de los “gobernantes capitulacionistas” que aceptaron la paz israelí y las condiciones establecidas por Estados Unidos, cuyo único objetivo era hacer de Siria y Egipto una parte integral de su mercado económico imperialista, controlar el capital árabe, la producción y los precios del petróleo. Sin dudarlo y sin reticencias a hacerlo público, Habash incluyó en la lista de “gobernantes capitulacionistas” a la dirigencia de la OLP, a la que reprochó adoptar un "Programa de Diez Puntos" durante la 12.ª sesión del PNC en la que pidieron el establecimiento de una autoridad nacional palestina "en cualquier parte de la tierra liberada". Esto constituyó el primer reconocimiento por parte de una facción del movimiento nacional palestino a la solución de dos Estados. Desde este hecho, Habash no cesó de denunciar públicamente esta decisión que, además, consideró ser fruto de dinámicas autoritarias operadas por el liderazgo único de Fatah dentro la OLP.
En vísperas de la Cumbre Árabe en Rabat (Marruecos), Habash emitió una declaración de prensa en la que explicó los motivos por los que el FPLP se retiró del Comité Ejecutivo de la OLP. En su tono analítico habitual y evitando una retórica exaltada, Habash enumeró los peligrosos contenidos en la etapa que atravesaban. Según él, la Guerra de Octubre de 1973 entre Israel, Egipto y Siria había desembocado en un acuerdo que permitía la restauración del dominio estadounidense en la zona y la existencia de Israel como un hecho consumado. Habash advirtió que se impuso una lógica por la que “cualquier alivio de las consecuencias de la agresión de 1967 tiene que ser a costa de una consolidación árabe e internacional final de las consecuencias de la agresión de 1948”.
Habash pidió a los representantes de Irak, Argelia, Yemen Democrático y Libia debían rechazar la posición capitulacionista y apostar por crear una solidaridad árabe lo suficientemente fuerte para llevar a cabo una guerra popular de larga duración, apartando los arreglos políticos y las maniobras diplomáticas secretas al margen de las masas populares árabes y palestinas.

Sin embargo, Habash consideró que, a pesar de sus avisos, la OLP siguió la misma línea política que Arabia Saudí y Egipto, ante lo cual ni él ni la organización de la que era Secretario General podían continuar formando parte de su ejecutiva. No obstante, defendió su permanencia en el Consejo Nacional Palestino con el fin de evitar que la OLP sucumbiera por entero en el pantano capitulacionista. Dispuesto a poner todo el esfuerzo en ello, Habash formó junto con otras facciones palestinas el "Frente de Rechazo"   con el fin de restaurar la "línea correcta, revolucionaria y nacionalista", tal y como se recogía en el documento constitutivo de la OLP, la Carta Nacional Palestina. Al Hakim nunca ocultó estos debates a las masas palestinas, árabes, ni a la militancia internacionalista. Por el contrario, consideró esencial hacer pública la existencia de dos posiciones políticas contradictorias dentro de la OLP puesto que encubrirlas pondría en riesgo la supervivencia del pueblo palestino.
¿Por que deberíamos ser menos pacientes o menos dispuestos a luchar que el pueblo vietnamita? Preferiríamos luchar diez años más o incluso veinte en lugar de adoptar una lógica tan petainista. 
Ahora bien, a partir de 1975, la situación de guerra inminente en Líbano llevó a que las facciones de la OLP se encaminaran gradualmente hacia la reconciliación. Entre 1975 y 1982, las facciones de la OLP consolidaron su cohesión frente a las amenazas externas, tanto militares como políticas. Esta fase representó una ocasión importante en la que el FPLP relegó su rol como oposición en aras de la unidad y la defensa de la OLP con el fin de preservar el "Estado dentro del Estado" libanés y favorecer la lucha de los fedayines en el territorio.
Finalmente, ambas organizaciones volvieron a enfrentarse a partir de 1982, después de que el 6 de junio, el ejército israelí lanzase la operación "Paz en Galilea" con la que inició la segunda invasión de Líbano para liquidar la estructura de la OLP en Líbano. Este acontecimiento abrió una nueva fase en los debates, pero también en la lucha palestina por la liberación.

### Después de Beirut (1982)
Como sucedió tras la caída de la República Árabe Unida en 1961, la salida de la OLP de Beirut en 1982 volvió a traer el concepto de “lucha” y “divisiones” de clase como herramienta de análisis para desarrollar una explicación adecuada de las divisiones exacerbadas entre Fatah y el FPLP que produjo la derrota en Líbano.
Habash leyó las desavenencias como reflejo de la división histórica que había atravesado al movimiento de liberación nacional palestino, y que hacía que los intereses de las fuerzas populares y burguesas fueran contradictorios. Por tanto, para Al Hakim se trató de una discusión de larga data representada por un ala derechista que representó los intereses de la política nacional burguesa, y el ala izquierdista, portavoz de las clases obreras y populares. La única diferencia residía en que ahora Fatah, liderado por Yaser Arafat, se mostraba explícitamente predispuesto a adaptarse a las condiciones estadounidenses. Se coordinó con Jordania y renovó relaciones con Egipto bajo auspicios del Plan Reagan, que abogaba por una delegación conjunta palestino-jordana con vistas a unas negociaciones directas, preludio del establecimiento de un Estado confederado en las orillas oriental y occidental del río Jordán, cuyo fin sería compartir el estatuto de representante del pueblo palestino con Jordania.
Habash rechazó de nuevo estos planes, pues ahora no sólo la dirección única de la OLP reconocía a Israel, sino que, además, se desautorizaba a ella misma como única representante del pueblo palestino. El Doctor no pudo aceptar los intentos de Jordania de cooptar la OLP y reactivar sus reivindicaciones sobre los territorios ocupados en 1967 lo que vio, además, como un segundo paso de la estrategia de Camp David (1978). Esta fue, poner fin al boicot árabe sobre Egipto por haber firmado acuerdos de paz con Israel. Todas estas dinámicas llevaron a Habash a definir a Arafat como “El Sadat palestino”.
Pero George Habash no estaba dispuesto a mirar el desastre pasivamente y diseñó una estrategia que buscó representar una “alternativa radical” a la agenda diplomática “liquidacionista” de los principios de la revolución palestina. De manera que creó el Frente de Salvación Nacional de Palestina, una coalición de oposición que unió a la izquierda palestina contra el liderazgo derechista y autoritario de Fatah dentro de la OLP.  Su objetivo no fue construir un "frente nacionalista" en sustitución a la OLP, sino abrir un camino que reconstruyese las instituciones existentes de la OLP, como El Comité Ejecutivo, el Consejo Central y el Consejo Nacional sobre bases democráticas que garantizasen el liderazgo colectivo y otorgasen un papel activo e influyente a las fuerzas progresistas y democráticas. Para ello, había que movilizar a las bases y a las fuerzas nacionales, de manera que ejercieran la presión suficiente sobre el ala derechista, aislándola y retirándole la legitimidad, la confianza y el apoyo popular. La conformación de la coalición llevó al FPLP y al FDLP a celebrar reuniones y a emitir declaraciones conjuntas en las que afirmaban su determinación de evitar cualquier retroceso respecto a las resoluciones del Congreso Nacional Palestino. Finalmente, anunciaron la formación oficial de un "Mando Político y Militar Conjunto" como primer paso hacia la unificación de las dos principales fuerzas marxistas-leninistas dentro de la OLP tras más de una década de escisión.

## Contra Madrid-Oslo (1991-1993)
A la luz de la Conferencia de Madrid, el momento actual exige más que nunca una discusión sobre la alternativa revolucionaria palestina.  Porque todos los derechos y luchas de nuestro pueblo se los llevará el viento en caso de éxito del proyecto autonómico. 

 
En 1991 tuvo lugar la Conferencia de Madrid, y en 1993 se firmaron los Acuerdos de Oslo. Estos hechos supusieron un punto de inflexión en la historia más reciente de la lucha palestina y llevaron a George Habash a realizar un llamamiento de máxima oposición popular a los acuerdos, en los que vio la derrota definitiva de la dirección tradicional palestina de la OLP.  Es más, en 1994 y 1995 convocó reuniones internas y externas para líderes y activistas palestinos en el exilio, lanzó campañas y estableció los conocidos como comités de al-Awda (El Retorno), con el fin de proteger desde todos los frentes y lugares posibles el derecho al retorno, un principio histórico de la revolución palestina que había sido aniquilado con la firma de los Acuerdos.
Perdimos más de lo que ganamos en Oslo e Israel ganó mucho más de lo que perdió. Nuestras pérdidas son ganancias netas para Israel. 
La negativa de Habash a los Acuerdos no fue una decisión excepcional, más bien siguió en la línea de toda su trayectoria política. Desde 1972 se había opuesto sistemáticamente a la creación de un Estado palestino comprador, dirigió a las organizaciones de las que formó parte según ese principio y, por tanto, no iba a ser menos en 1993.
Íntimamente conectado con todo esto está otra batalla política que enfrenta el movimiento de resistencia, y que es un problema más serio ahora que antes de septiembre, ese es el "Estado Palestino". Tal solución erigirá una estructura política palestina para poner un históricamente hablando - a todo el problema de Palestina y todo lo que creó y sigue creando en forma de dificultades para el imperialismo y sus intereses... Escogió este momento precisamente... porque algunos de los líderes palestinos tradicionales han comenzado a avanzar abiertamente hacia soluciones sospechosas... Esto se llevará a cabo creando una entidad sospechosa que será dominada al mismo tiempo por Israel, la reacción y el imperialismo. Tiene la intención de formar un instrumento para imponer la dominación explotadora extranjera sobre el área árabe. 
En el año 2000, Habash asistió a la sexta conferencia del FPLP, donde pronunciaría su último discurso como Secretario General. Al Hakim vivió la última década de su vida con la certeza de que la causa palestina estaba pasando días oscuros más, incluso, que en el periodo de los 70’. Sobre todo porque las fuerzas hegemónicas de la OLP se habían dejado engañar ante concesiones que no aseguraban beneficios más que a la élite gobernante que conformó la Autoridad Nacional Palestina, y que operaría como el Departamento de Asuntos Indígenas de Israel.  El acuerdo de Oslo y especialmente los eventos que le siguieron sólo sirvieron para reforzar la creencia de Habash en que los palestinos eran conducidos a la sumisión. Pero no era un hombre que encontrara satisfacción en «mostrar que tenía razón.» Veía con creciente tristeza como su pueblo iba a la busca de una paz ilusoria con Israel. 
Finalmente, en julio del año 2000 tuvo lugar el VI Congreso General del FPLP en el que el secretario general G. Habash anunció su dimisión del cargo contra la voluntad de la mayoría de los delegados y dirigentes. Sin embargo insistió y explicó las razones para esa decisión:
- Su deseo de ofrecer un ejemplo de que el hombre militante y dirigente puede seguir trabajando y aportando sin ocupar cargos directivos oficiales.

- Una apreciación suya de que sería mejor ocuparse de tareas investigadoras mediante la documentación	de la experiencia del MNA y el FPLP. La creación de un centro de estudios que abordara las experiencias de las luchas palestinas y árabes y trabajar por la creación de un núcleo para un frente nacionalista árabe, para que asumiera sus responsabilidades y aunar sus esfuerzos en las circunstancias actuales, especialmente para hacerle frente al proceso de normalización de relaciones con la entidad sionista.[60]

Frente a todo esto, Habash no murió sin asumir responsabilidades y no temió declarar públicamente que como secretario general del FPLP tuvo responsabilidad en los errores cometidos y que los errores de la organización fueron sus propios errores.

## Discusión

### Necrológicas en la prensa española
George Habash murió el 26 de enero de 2008 en Amán, hecho que conmocionó a la militancia y a la solidaridad palestina, árabe e internacional, pero también al propio pueblo palestino. Su muerte no le fue indiferente a la prensa española del momento, que se hizo eco de ello en los periódicos más leídos del Estado. La reacción, sin embargo, de periódicos como El País, El Mundo, La Vanguardia o El Imparcial (todos ellos propiedad de grandes fondos de inversión y bancos) fue muy diferente a la de la prensa escrita cuyos propietarios no poseen capital alguno, como fue el caso de periódicos digitales como Palestinalibre.org, rebelión o kaos en la red, quienes lo anunciaron de la siguiente forma:
Ha muerto George Habash. El día 26/1/2008 será recordado en la memoria de los tiempos como un día triste. Palestina, en concreto su intelectualidad, su proletariado y sus masas; el movimiento nacionalista panárabe; la descolonización y las causas honestas, justas y revolucionarias están de duelo. 
A diferencia del relato que construyeron periódicos como El País, la Cadena Ser, El Mundo y La Vanguardia, propiedad del Grupo Prisa, Unidad Editorial y el Grupo Godó del magnate Javier Godó. En sus escuetos obituarios, se limitaron a señalar fundamentalmente tres aspectos de Habash: su intransigencia en contraposición a su opuesto y, por tanto, tolerante Yaser Arafat; sus aspiraciones a “destruir el Estado de Israel” y su responsabilidad en la difusión de la lucha armada. 
Fue el más intransigente con la causa sionista que la línea de Arafat y llegó a liderar el Frente del Rechazo a la Conciliación.
El grupo fundado por Habash quedó apartado después de que el líder de la coalición a la que pertenecía, la Organización para la Liberación de Palestina (OLP), Yasir Arafat, firmara con Israel los acuerdos de paz de Oslo por los que se creaba la Autoridad Nacional Palestina. Entonces el grupo de Habash se opuso a las negociaciones con Israel. 
Pretende que se disuelva el Estado de Israel y se sustituya por uno palestino en el que convivan musulmanes, judíos y cristianos. 
El propio Habash defendía que sólo se debía aceptar la creación de un Estado palestino al lado del judío para que éste sirviera de plataforma para atacar y destruir Israel. (...) La organización saltó a la fama a finales de la década de 1960 y principios de la de 1970 con varios sonados secuestros aéreos. En su acción más importante, los milicianos del FPLP secuestraron con precisión militar cuatro aviones occidentales con más de 500 personas a bordo en septiembre de 1970 como represalia por el apoyo de las potencias occidentales a Israel.
En cambio, en los canales de noticias alternativos el contenido y lenguaje de los obituarios fue muy diferente. En ellos se hizo hincapié en las contribuciones de Habash a la lucha palestina, en el proceso histórico del que formó parte, de su imbricación con los acontecimientos a nivel mundial y la valentía que mostró al rechazar todo plan de arreglo para Palestina que no favoreciese la liberación de todo el territorio y el retorno de los refugiados. En ellos se daban explicaciones rigurosas sobre sus decisiones y acciones comprendiendo los motivos personales, políticos, individuales y colectivos. 
Conducta camaradril; modestia revolucionaria; visión aguda; credibilidad y lealtad absoluta a los principios y los valores revolucionarios y humanistas que se tradujeron en las más sublimes muestras de un padre líder apasionado y responsable. 
Mientras los palestinos dicen adiós a Habash, llamado afectuosamente Al Hakim (árabe para doctor y, alternativamente, sabio), siempre será recordado como un hombre que encarnaba las aspiraciones palestinas y árabes.
Ha muerto George Habash. Con él, nos quedará en el imaginario de una vida ejemplar dedicada a la liberación nacional y social de las clases obreras y populares palestinas del yugo del Estado más terrible del planeta, cimentado en el colonialismo genocida sionista. (…) En el orgullo occidental herido, gente como Habash son terroristas; para nosotros, libertadores. Para el mundo colonizado, héroes y mártires, cuyas bombas son poesía y explosiones de que aún están ahí. Nos queda su vida, sus actos, sus tesis; al lado de Násser, de Ben Bella, de Fanon, de Aflac, de Ben Barka, de Cesáire, de Shariati. Cerca del Che, Lumumba o Sartre o Camilo Torres. 

### Herencia de Habash en el movimiento de liberación hoy
Desde el año 2000 al 2008, Habash creó el centro de estudios al-Ghad al-Arabi. Desde entonces, han sido y son muchas las organizaciones políticas, los movimientos, los militantes e individuos que dentro de Palestina, fuera en la Diáspora y en el ámbito internacional siguen inspirándose en su figura, tomando como propios sus principios éticos y recurriendo a sus contribuciones teóricas y analíticas para abordar los obstáculos de la coyuntura política actual.  Tal es el caso del Centro Internacional de Estudios Palestinos. Esta iniciativa fue fundada en 2021 en Ámsterdan con el ánimo de motivar a la  investigación y publicación que recopile, produzca y difunda conocimientos críticos sobre la lucha palestina por la liberación y el retorno. Su primer trabajo fue la edición y traducción de uno de los textos de los que se ha hecho uso en este artículo: ""Our code of morals is our revolution", George Habash selected speeches and interviews 1970-1984".
También es habitual encontrar su rostro en grafitis y murales de paredes en los campamentos de refugiados palestinos en Líbano y la propia Palestina , así como en cuadros en sedes, locales y hogares. Las consecuencias para el movimiento de liberación nacional palestino de la política de pliegue absoluto por parte de Fateh a las condiciones impuestas por el colonialismo han sido especialmente nocivas para el horizonte al que Habash aspiraba. De modo que se han cumplido los miedos de Al Hakim relativos al avance del proyecto sionista en Palestina, que desde 1993 no ha hecho más que avanzar en la expropiación de tierra y recursos naturales, incrementando el nivel de violencia contra la población palestina, y cooptando a la élite político-económica árabe para satisfacer sus intereses. El temor de Habash ahora es un hecho consumado, la Autoridad Palestina es la herramienta necesaria del régimen israelí y sus aliados para mantener subyugada a la población palestina en Cisjordania y administrar los bantustanes, facilitando a la maquinaría de muerte israelí la segregación y persecución donde no pueden llegar. 
Sin embargo, en este contexto de crisis exacerbada, organizaciones como El Club de Ajedrez en el campo de refugiados de Shatila (Líbano) o el movimiento por la Ruta Revolucionaria Palestina (Masar Badil) han abierto nuevos espacios contra este proyecto que Habash calificaría como “liquidacionista”. El Club de Ajedrez se inspira directamente en la visión y principios éticos de Al Hakim. Fue fundado con el fin de que la actividad del club sirviese para combatir las problemáticas sociales derivadas de la falta de medios en los campos de refugiados, pero lo más significativo es que sirve como una escuela de enseñanza democrática, puesto que su comité ejecutivo está formado por niños, que presentan candidaturas en un sistema de elecciones. 
Por otro lado, cabe señalar que el 30 de octubre de 2021, treinta años después de la Conferencia de Madrid, tuvo lugar en Madrid la conferencia de la resistencia que dio la bienvenida a la inauguración del Movimiento por la Ruta Revolucionaria Palestina (Masar Badil). Esta conferencia reunió a palestinos del territorio nacional, pero también de la Diáspora e internacionalistas de diferentes partes del mundo con el fin de conformar un proyecto político palestino alternativo al diseñado en los Acuerdos de Oslo. Los documentos de trabajo se basaron abiertamente en los principios de George Habash, y recuperaban la reclama de ceñirse a la Carta Nacional Palestina y a la OLP anterior a 1974. Fundamentalmente, se abogaba por la liberación de todo el territorio palestino, desde el río Jordán al mar Mediterráneo, por el establecimiento de un Estado democrático y laico en todo el suelo nacional de la Palestina histórica y la legitimidad de todas las formas de lucha. 
El pasado octubre de 2022, el Movimiento por la Ruta Revolucionaria Palestina celebró su primer aniversario en la capital europea, Bruselas. Allí tuvo lugar la "Marcha por la Liberación y el Retorno" a la que asistieron miles de manifestantes, entre ellos palestinos, árabes, pero también europeos, estadounidenses y de otras nacionalidades. En la marcha se pudieron observar grandes carteles con el rostro de George Habash, que apareció en la cabecera de la manifestación. Ello supuso un gesto de gran carga simbólica por el que el Movimiento por la Ruta Revolucionaria Palestina (Masar Badil) recuperaba las preocupaciones, la memoria, las enseñanzas y las aspiraciones de Al Hakim, que podrían condensarse en un claro imperativo. Este es, reconstruir el movimiento de liberación nacional palestina para que adopte y luche por la única solución posible y duradera: la liberación de Palestina desde el río Jordán al mar Mediterráneo y el retorno de todos los refugiados palestinos a la totalidad del territorio nacional. 